# Еутропије
Еутропије (рођ. око 320. — умро после 390. год.) је био римски софиста, канцелар цара Валенса и историчар који је 369. објавио Преглед историје од оснивања Рима (лат. Breviarium ab Urbe condita).

## Биографија
О Еутропијевом животу и каријери можемо судити само на основу ретких помена у изворима и научних конструкција. По византијској енциклопедији из 10. века, Суиди, Еутропије је био италски софиста рођен у галском граду Бурдигали (данашњем Бордоу). Његово хеленско име, као и чињеница да је највећи део живота провео на истоку Римског царства, где је у Малој Азији поседовао велике земљишне поседе, сугерише нам да је пореклом био са Истока. Знамо да је пре 361. године био поглавар царске канцеларије задужене за кореспонденцију (лат. magister officiorum), а по сопственим речима 363. је био у пратњи цара Јулијана током злосрећног похода на Персију. Валенс му је поверио место канцелара (лат. magister memoriae) задуженог за правничке савете и поверљиве дипломатске мисије. Међутим, изгледа да је царева наклоност била нестална. Амијан Маркелин помиње у својој Историји да је сумњичави Валенс 371. године разоткрио неку заверу и покушао да за учешће у њој набеди проконзула провинције Азије, извесног Еутропија. По већинском мишљењу у данашњој историографији, проконзул Еутропије идентичан је историчару. Еутропије је извукао живу главу, али се неколико година повукао у приватност. Тек у време цара Теодосија I поново се помиње Еутропије као префект Илирика (380.) и источни конзул (389.). Судећи по традиционалистичким ставовима у свом делу и току каријере, Еутропије је могао бити паганин и припадник провинцијске градске аристократије. Као такав, притом овенчан славом историчара, био је у интензивној преписци са двојицом великих паганских интелектуалаца 4. века : римским сенатором Симахом и антиохијским ретором Либанијем. Последње писмо које је Либаније упутио Еутропију датовано је у 390. тако да је врло вероватно да је недуго затим Еутропије преминуо.

## Дело
Еутропијево историографско дело треба посматрати у светлу Валенсове владе. Цар је 369., у години објављивања Еутропијевог бревијара, прославио у Цариграду тријумф над Готима и у слављеничкој атмосфери почео припреме за рат против Персије. Јавно мњење је требало охрабрити и беспоговорно придобити за планирани поход. Валенс се могао обратити свом канцелару и затражити кратко и свима разумљиво дело које би потенцирало некадашње римске војне успехе. Еутропије је стога на латинском саставио у десет књига Преглед историје од оснивања Рима у коме је обрадио период од оснивања Града 753. године п. н. е. до смрти цара Јовијана 364. године. Историчар истиче римске победе и освајања и државнике и цареве вреднује према томе колико су проширили територију римске државе (највише хвали Августа и Трајана). Грађанске ратове, који су били чести и у његово време, Еутропије куди, као и њихове виновнике и актере (нарочито Марија, Сулу и Цезара). У позадини се промаља стари идеал принципата, слога цара и сената, мада после избора Клаудија Готског и његовог брата Квинтила, који је наводно извршен усаглашеном вољом војске и римског сената, Еутропије упадљиво ћути о улози сената у догађајима са краја 3. и прве половине 4. века. У делу се често срећу основне опаске из историје и географије што упућује да није било намењено ученијој публици. Можда је бревијар, иначе посвећен необразованом Валенсу, требало да упути цареве балканске официре у основе познавања римске историје и традиције, честе теме разговора у високом друштву коме су врхови војних кругова тежили. Као царев канцелар, Еутропије је свакако био презаузет, а своје дело је писао вероватно у царевом штабу, негде на доњем Дунаву. Зато је, сем сопственог знања и искуства, користио и краће и доступније изворе. За доба римских краљева и републике, користио је Исписе (Епитоме) из дела Тита Ливија, а за епоху царства данас изгубљени извор са почетка 4. века који се у науци стручно назива Kaisergeschichte. Изгледа да су ово дело користили и Еутропијеви савременици: Аурелије Виктор, Амијан Марцелин и анонимни аутор дела Царске повести (лат. Historia Augusta).

## Наследство
Валенс изгледа није био претерано задовољан пре свега дужином и иначе кратког Еутропијевог дела. Могуће је да је зато ангажовао Еутропијевог наследника на месту проконзула Азије, Феста који је саставио свој бревијар у коме је историја римских ратова са Парћанима и Сасанидима уживала истакнутије место. Ипак, Еутропије је већ за живота постао цењени и омиљени историчар. Паион, један од Либанијевих ученика, је око 380. превео Еутропијево дело на грчки, тако да је оно било познато и у средњовековној Византији. Еутропија је доцније користио читав низ других историчара попут Јеронима, Јорданеса, Пречасног Бида и Павла Ђакона. До нас је стигло осамдесетак средњовековних преписа Еутопијевог дела, пошто је Еутропијев латински у Средњем веку сматран за узоран, а бревијар је као приручник коришћен у настави латинског. Еутропије није био велики историчар, али његово дело Преглед историје од оснивања Рима захваљујући својој неутралности и очуваности представља важан прилог познавању позноантичке историје 3. и 4. века.